# الطيري
الطيري هي إحدى القرى اللبنانية من قرى قضاء بنت جبيل في محافظة النبطية.

## بلدة الطيري في سطور
الطيري بلدة في جنوب لبنان دفعت غالياً ثمن وجودها على خط تماس ما عرف سابقاً بالشريط الحدودي في قضاء بنت جبيل مما أدى إلى افراغها من سكانها وهجرة عائلاتها إلى قرى قضاء صور أو بيروت والضاحية، ولم يبق فيها سوى 63 مسناً ومسنة صمدوا طوال الاحتلال وعاشوا على وقع المدافع والرصاص ودوي الانفجارات خلال 26 عاماً تأثرت فيها البلدة بالاحداث اللبنانية وبالاحتلال الإسرائيلي الذي انتهى بالتحرير وانسحاب اسرائيل
تعود «الطيري» الى مئات السنين. في البلدة عدد من العائلات اكبرها:
شعيتو: العائلة الأولى من حيث العدد في البلدة، ومسقط رأسها وأول قاطنيها.
فقيه: العائلة الثانية من حيث العدد منتشرة في عشرات القرى الجنوبية.
و هناك عائلات أخرى ابرزها: عطوي، خرسا، حوراني، ناصر، عسيلي، مرمر، عبد الخالق، حيدر، 

## معنى الاسم
وقد ورد ان لفظة الطيري (الطيرة) مشتقة من جذور «آرامية - سريانية - عبرانية» ومعناها
(حصن / قلعة / برج) حسب ما ورد في كتاب:
```
The Survey Of Western Palestine - by : C.R. Conder and H.H. Kitchener - London 1881 
```

ويذكر الكتاب ان عدد سكان الطيري كان بحدود الـ 80 فردا (دبل 400) بحسب الإحصاء الذي اجراه المؤلفان عام 1877، كما انهما شاهدا طريقا ً ترابية جيدة تبدأ من سعسع في شمال فلسطين وتمر في رميش - دبل - الطيري - حداثا.

في العام 1596 تم تسجيل الطيري كبلدة في سجلات الدولة العثمانية وهي تابعة للواء صفد وقضاء تبنين.وكانت في ذلك الوقت تضم تسعة وعشرين منزلا لسكان مسلمين. كان الفلاحون فيها يدفعون ضريبة تعادل ربع انتاجهم الزراعي إضافة إلى ضريبة ثابتة تساوي ما مجموعه 1656 اقجة. (العملة العثمانية انذاك)

Taira in the Ottoman nahiya

 (subdistrict) of Tibnin under the liwa' (district) of Safad, with a population of 29 households and 7 bachelors, all Muslim. The villagers paid a fixed tax rate of 25 % on agricultural products, such as wheat, barley, fruit trees, goats and beehives, in addition and a a total of 1,656 akçe>
ترتفع الطيري 840 متراً عن سطح البحر، وتبعد 115 كيلومتراً عن العاصمة بيروت. تحدها شرقاً كونين وبنت جبيل وعيناثا، وغرباً رشاف ودبل، وشمالاً حداثا وبيت ياحون وجنوباً حانين وعين ابل وبنت جبيل. عدد منازلها حالياً 409 موزعة احياء، وعدد سكانها9000 نسمة منهم 95 في المئة خارجها، وعدد ناخبيها 2387 وفيها مختاران وعدد أعضاء بلديتها 15.

## الوضع الحالي للبلدة
اشتهرت الطيري حتى اواسط السبعينات بزراعة التبغ والحبوب إلى جانب الزراعة الفصلية وتربية النحل والماشية. ومع الاحداث وهجرة سكانها وتحول معظم اراضيها الزراعية نقاطاً تشرف على مراكز عسكرية محظورة تلاشت الزراعة فيها، فعمد سكانها إلى نقل نشاطها الزراعي إلى مكان تمركزهم الجديد وخصوصاً في قرى قضاء صور. وفي اواسط التسعينات لم يتسن لهم الحصول على رخص جديدة لزراعة التبغ لوجودهم خارج بلدتهم فبقيت الرخص على حالها. واليوم استعاد سكانها اراضيهم الزراعية ولكنها مزروعة بشبح الموت: الالغام. وإضافة إلى هذا الخطر المتنقل، هناك عوامل تعوق العودة.
بعد التحرير تم وصل شبكة المياه والكهرباء مجددا مع الإشارة لوجود بركة مياه اصطناعية للزراعة.
وشهدت البلدة في الاعوام الأخيرة تعبيد طرقاتها الداخلية وتوسيع وتعبيدالطريق الرئيسي (حداثا- الطيري - بنت جبيل)بهبة من الصندوق الكويتي للتنمية، واعادة بناء مدرستها بواسطة مجلس الجنوب بعدما قصفها الطيران الإسرائيلي عام 2006, كما تم افتتاح مستوصف تابع لوزارة الشؤون الاجتماعية مجهز بكادر بشري، إضافة لمعصرة زيتون ومركز لشؤون تربية النحل والنحالين ومشتل زراعي لزراعة وبيع الشتول وجميعها بتمويل من الاتحاد الأوروبي، كما تم إنشاء سنترال هاتف ارضي بواسطة مجلس الجنوب وافتتحه الوزير باسيل وتمت تغطية البلدة بالشبكة.

## الآثار
أظهرت حفريات غير مقصودة عن وجود اثار لبلدة قديمة تحت البلدة الحالية كانت تسارع الناس إلى طمرها تجنبا للجهات الحكومية وقوانينها.
وفي خراج الطيري، مناطق اثرية عدة منها:(شقيف النحل) و (تلة طوراي) وتلفظ (طورايح) و (تلة المبشر) و (المعيسلة), ومنها (بركة الحجر)، وهي جبل نحتت فيه بركتان تصب مياه الواحدة في الأخرى وعلى رأسه كرسي منقوشة في الصخر تعرف بكرسي الملك. وفي المكان نفسه سجن تحت الأرض منحوت في الصخر ومؤلف من غرف عدة منها غرفة اعدت لتكون مشنقة. هذا في حكايات المسنين في البلدة وأما علميا فهي قلعة تحوي معبدا نحتت حجارته من صخرة كبيرة فأحدث ذلك تجويفان سميا (بركتين) وأما كرسي الملك فهو قاعدة عامود مستدير للمعبد لا تزال بعض أجزائه موجودة في المنطقة، وأما السجن المزعوم فهو مدفن منحوت بالصخر يحوي عددا من القبور، إضافة إلى عدد كبير من المدافن المنحوتة في الصخر والنواويس الظاهرة التي تنتشر في أماكن عدة، والابار المنحوتة في الصخر لتجميع الماء وحفظ الخمور وزيت الزيتون والتخزين ويدل على ذلك اثار متعددة.

## وصلات خارجية
لمزيد من المعلومات زوروا[ منتدى بلدة الطيري الجنوبية http://altiri.yoo7.com ]
اتحاد بلديات بنت جبيل